# Discographie de The Weeknd
Au cours de sa carrière discographique, le chanteur et auteur-compositeur canadien The Weeknd a sorti six albums studio, trois mixtapes, un EP, trois compilations dont Trilogy, couvrant ses trois mixtapes (House of Balloons, Thursday, et Echoes of Silence), The Weeknd in Japan, une compilation de singles sortie exclusivement au Japon et The Highlights, une collection de singles publiée en prévision de sa performance à la mi-temps du Super Bowl LV. Il a sorti 43 singles, dont 16 en tant qu'artiste principal.
En 2013, The Weeknd sort son premier album studio Kiss Land. Cinq albums ont ensuite suivi : Beauty Behind the Madness (2015), Starboy (2016), After Hours (2020), Dawn FM (2022) et Hurry Up Tomorrow (2025). En 2018, il a sorti l'EP My Dear Melancholy.

## Albums

### Albums studio
| Titre                     | Détails                                                                                        | Meilleur classement | Meilleur classement | Meilleur classement | Meilleur classement | Meilleur classement | Meilleur classement | Meilleur classement | Meilleur classement | Meilleur classement | Meilleur classement | Ventes                                | Certifications |
| Titre                     | Détails                                                                                        | CAN                 | AUS                 | DAN                 | FRA                 | ALL                 | P-B                 | N-Z                 | SUE                 | R-U                 | É-U                 | Ventes                                | Certifications |
| ------------------------- | ---------------------------------------------------------------------------------------------- | ------------------- | ------------------- | ------------------- | ------------------- | ------------------- | ------------------- | ------------------- | ------------------- | ------------------- | ------------------- | ------------------------------------- | -------------- |
| Kiss Land                 | - Sortie : 10 septembre 2013 - Label : XO, Republic - Formats : CD, LP, téléchargement         | 2                   | 30                  | 6                   | 93                  | 93                  | 52                  | 52                  | 60                  | 12                  | 2                   | - : 273 000                           | - : Argent     |
| Beauty Behind the Madness | - Sortie : 28 août 2015 - Label : XO, Republic - Formats : CD, LP, cassette, téléchargement    | 1                   | 1                   | 2                   | 6                   | 7                   | 2                   | 2                   | 1                   | 1                   | 1                   | - : 3 600 000 - : 1 200 300           | - : Platine    |
| Starboy                   | - Sortie : 25 novembre 2016 - Label : XO, Republic - Formats : CD, LP, téléchargement          | 1                   | 1                   | 1                   | 10                  | 10                  | 3                   | 5                   | 1                   | 5                   | 1                   | - : 484 000 - : 300 000               | - : 2x Platine |
| After Hours               | - Sortie : 20 mars 2020 - Label : XO, Republic - Formats : CD, LP, cassette, téléchargement    | 1                   | 1                   | 1                   | 2                   | 5                   | 1                   | 1                   | 1                   | 1                   | 1                   | - : 2 034 000 - : 547 700 - : 500 000 | - : Or         |
| Dawn FM                   | - Sortie : 7 janvier 2022 - Label : XO, Republic - Formats : CD, LP, cassette, téléchargement  | 1                   | 1                   | 2                   | 3                   | 5                   | 1                   | 1                   | 1                   | 1                   | 2                   | - : 100 000                           | - : Platine    |
| Hurry Up Tomorrow         | - Sortie : 31 janvier 2025 - Label : XO, Republic - Formats : CD, LP, cassette, téléchargement |                     |                     |                     |                     |                     |                     |                     |                     |                     |                     | - : 100 000                           | - : Platine    |

### Compilations
| Titre                                                             | Détails                                                                                                   | Meilleur classement | Meilleur classement | Meilleur classement | Meilleur classement | Meilleur classement | Meilleur classement | Meilleur classement | Meilleur classement | Meilleur classement | Ventes                    | Certifications |
| Titre                                                             | Détails                                                                                                   | CAN                 | AUS                 | DAN                 | FRA                 | ALL                 | P-B                 | N-Z                 | R-U                 | É-U                 | Ventes                    | Certifications |
| ----------------------------------------------------------------- | --- | ------------------- | ------------------- | ------------------- | ------------------- | ------------------- | ------------------- | ------------------- | ------------------- | ------------------- | ------------------------- | -------------- |
| Trilogy                                                           | - Sortie : 8 novembre 2012 - Label : XO, Republic - Formats : CD, LP, téléchargement                      | 5                   | 93                  | 22                  | 128                 | 90                  | 48                  | —                   | 37                  | 4                   | - : 3 280 000 - : 558 000 | - : Or         |
| The Weeknd in Japan                                               | - Sortie : 21 novembre 2018, - Label : XO, Republic, Universal Music Japan - Formats : CD, téléchargement | —                   | —                   | —                   | —                   | —                   | —                   | —                   | —                   | —                   |                           |                |
| The Highlights                                                    | - Sortie : 5 février 2021 - Label : XO, Republic - Formats : CD, téléchargement                           | 1                   | 2                   | 27                  | 4                   | 13                  | 29                  | 4                   | 2                   | 2                   |                           | - : 3x Platine |
| « — » indique que l'album n'est pas sorti ou classé dans le pays. | |                     |                     |                     |                     |                     |                     |                     |                     |                     |                           |                |

### Mixtapes
| Titre             | Détails                                                                               | Certifications |
| ----------------- | ------------------------------------------------------------------------------------- | -------------- |
| House of Balloons | - Sortie : 21 mars 2011 - Label : XO - Formats : CD, cassette, LP, téléchargement     | - : Argent     |
| Thursday          | - Sortie : 18 août 2011 - Label : XO - Formats : CD, cassette, LP, téléchargement     |                |
| Echoes of Silence | - Sortie : 21 décembre 2011 - Label : XO - Formats : CD, cassette, LP, téléchargement |                |

## EP
| Titre               | Détails                                                                        | Meilleur classement | Meilleur classement | Meilleur classement | Meilleur classement | Meilleur classement | Meilleur classement | Meilleur classement | Meilleur classement | Meilleur classement | Meilleur classement | Ventes               | Certifications |
| Titre               | Détails                                                                        | CAN                 | AUS                 | DAN                 | FRA                 | ALL                 | P-B                 | N-Z                 | SUE                 | R-U                 | É-U                 | Ventes               | Certifications |
| ------------------- | ------------------------------------------------------------------------------ | ------------------- | ------------------- | ------------------- | ------------------- | ------------------- | ------------------- | ------------------- | ------------------- | ------------------- | ------------------- | -------------------- | -------------- |
| My Dear Melancholy, | - Sortie : 30 mars 2018 - Labels : XO, Republic - Formats : CD, téléchargement | 1                   | 3                   | 1                   | 17                  | 7                   | 3                   | 2                   | 1                   | 3                   | 1                   | - États-Unis 117,000 | - : Argent     |

## Singles

### En tant qu'artiste principal
| Titre                                                               | Année | Meilleur classement | Meilleur classement | Meilleur classement | Meilleur classement | Meilleur classement | Meilleur classement | Meilleur classement | Meilleur classement | Meilleur classement | Meilleur classement | Certifications | Album                                                                 |
| Titre                                                               | Année | CAN                 | AUS                 | DAN                 | FRA                 | ALL                 | P-B                 | N-Z                 | SUE                 | R-U                 | É-U                 | Certifications | Album                                                                 |
| ------------------------------------------------------------------- | ----- | ------------------- | ------------------- | ------------------- | ------------------- | ------------------- | ------------------- | ------------------- | ------------------- | ------------------- | ------------------- | --- | --------------------------------------------------------------------- |
| Wicked Games                                                        | 2012  | 43                  | —                   | —                   | —                   | —                   | —                   | —                   | —                   | 152                 | 53                  | - MC : Or - BPI : Argent - IFPI DEN : Or - RIAA : 3 × Platine | House of Balloons                                                     |
| Twenty Eight                                                        | 2012  | —                   | —                   | —                   | —                   | —                   | —                   | —                   | —                   | 150                 | —                   | - RIAA : Platine | House of Balloons                                                     |
| The Zone (featuring Drake)                                          | 2012  | —                   | —                   | —                   | —                   | —                   | —                   | —                   | —                   | —                   | —                   | - RIAA : Platine | Thursday                                                              |
| Kiss Land                                                           | 2013  | —                   | —                   | —                   | —                   | —                   | —                   | —                   | —                   | —                   | —                   | | Kiss Land                                                             |
| Belong to the World                                                 | 2013  | —                   | —                   | —                   | —                   | —                   | —                   | —                   | —                   | —                   | —                   | | Kiss Land                                                             |
| Love in the Sky                                                     | 2013  | —                   | —                   | —                   | —                   | —                   | —                   | —                   | —                   | —                   | —                   | | Kiss Land                                                             |
| Live For (featuring Drake)                                          | 2013  | —                   | —                   | —                   | —                   | —                   | —                   | —                   | —                   | 111                 | —                   | | Kiss Land                                                             |
| Pretty                                                              | 2013  | —                   | —                   | —                   | —                   | —                   | —                   | —                   | —                   | —                   | —                   | | Kiss Land                                                             |
| Wanderlust                                                          | 2014  | 45                  | —                   | —                   | —                   | —                   | —                   | —                   | —                   | —                   | —                   | - MC : Or | Kiss Land                                                             |
| Often                                                               | 2014  | 69                  | —                   | —                   | —                   | —                   | 65                  | —                   | 55                  | 65                  | 59                  | - MC : Or - BPI : Platine - BVMI : Or - IFPI DEN : Platine - IFPI SWE : Platine - RIAA : 4 × Platine                                                                                 | Beauty Behind the Madness                                             |
| Love Me Harder (avec Ariana Grande)                                 | 2014  | 10                  | 19                  | 18                  | 27                  | 35                  | 12                  | 28                  | 26                  | 48                  | 7                   | - MC : 2 × Platine - ARIA : Platine - BPI : Or - IFPI DEN : Platine - IFPI SWE : Platine - RIAA : 3 × Platine                                                                        | My Everything                                                         |
| Earned It                                                           | 2014  | 8                   | 13                  | 2                   | 2                   | 17                  | 8                   | 7                   | 7                   | 4                   | 3                   | - MC : 5 × Platine - ARIA : Platine - BPI : 2 × Platine - BVMI : Or - IFPI DEN : 2 × Platine - IFPI SWE : 3 × Platine - RIAA : 7 × Platine - RMNZ : Platine - SNEP : Or              | Cinquante nuances de Grey                                             |
| The Hills                                                           | 2015  | 1                   | 3                   | 11                  | 11                  | 10                  | 29                  | 2                   | 12                  | 3                   | 1                   | - MC : 7 × Platine - ARIA : 3 × Platine - BPI : 3 × Platine - BVMI : 3 × Or - IFPI DEN : Platine - IFPI SWE : 3 × Platine - RIAA : 11 × Platine - RMNZ : 2 × Platine                 | Beauty Behind the Madness                                             |
| Can't Feel My Face                                                  | 2015  | 1                   | 2                   | 1                   | 5                   | 14                  | 3                   | 1                   | 6                   | 3                   | 1                   | - MC : 8 × Platine - ARIA : 4 × Platine - BPI : 2 × Platine - BVMI : Platine - IFPI DEN : 2 × Platine - IFPI SWE : 6 × Platine - RIAA : 8 × Platine - RMNZ : 3 × Platine - SNEP : Or | Beauty Behind the Madness                                             |
| In the Night                                                        | 2015  | 12                  | 13                  | 26                  | 124                 | 72                  | 22                  | 22                  | 40                  | 48                  | 12                  | - MC : 2 × Platine - ARIA : Platine - BPI : Argent - IFPI DEN : Or - IFPI SWE : Platine - RIAA : 2 × Platine - RMNZ : Or                                                             | Beauty Behind the Madness                                             |
| Acquainted                                                          | 2015  | 73                  | 96                  | —                   | —                   | —                   | —                   | —                   | —                   | 90                  | 60                  | - MC : Platine - BPI : Argent - RIAA : 3 × Platine | Beauty Behind the Madness                                             |
| Starboy (featuring Daft Punk)                                       | 2016  | 1                   | 2                   | 1                   | 1                   | 3                   | 1                   | 1                   | 1                   | 2                   | 1                   | - MC : Diamant - ARIA : 4 × Platine - BPI : 4 × Platine - BVMI : 3 × Or - IFPI DEN : 2 × Platine - IFPI SWE : 4 × Platine - RIAA : 8 × Platine - RMNZ : 2 × Platine - SNEP : Diamant | Starboy                                                               |
| I Feel It Coming (featuring Daft Punk)                              | 2016  | 10                  | 7                   | 6                   | 1                   | 29                  | 4                   | 7                   | 5                   | 9                   | 4                   | - MC : 5 × Platine - ARIA : 3 × Platine - BPI : Platine - BVMI : Or - IFPI DEN : Platine - IFPI SWE : 3 × Platine - RIAA : 4 × Platine - RMNZ : Platine - SNEP : Diamant             | Starboy                                                               |
| Party Monster                                                       | 2016  | 8                   | 33                  | 16                  | 88                  | 34                  | 27                  | 27                  | 26                  | 17                  | 16                  | - MC : 3 × Platine - ARIA : Or - BPI : Argent - IFPI DEN : Or - RIAA : 2 × Platine                                                                                                   | Starboy                                                               |
| Reminder                                                            | 2017  | 16                  | —                   | —                   | 74                  | 93                  | 60                  | —                   | 76                  | 39                  | 31                  | - MC : 3 × Platine - BPI : Argent - IFPI DEN : Or - RIAA : 2 × Platine | Starboy                                                               |
| Rockin'                                                             | 2017  | 25                  | —                   | —                   | 176                 | 60                  | 25                  | —                   | 12                  | 26                  | 44                  | - MC : Platine | Starboy                                                               |
| Die for You                                                         | 2017  | 35                  | —                   | —                   | 137                 | —                   | 96                  | —                   | —                   | 74                  | 43                  | - MC : 2 × Platine - BPI : Argent - RIAA : 2 × Platine | Starboy                                                               |
| Secrets                                                             | 2017  | 27                  | —                   | —                   | 114                 | —                   | 55                  | —                   | 77                  | 47                  | 47                  | - MC : Platine - RIAA : Platine | Starboy                                                               |
| Pray for Me (avec Kendrick Lamar)                                   | 2018  | 5                   | 9                   | 6                   | 14                  | 24                  | 22                  | 12                  | 4                   | 11                  | 7                   | - MC : 3 × Platine - ARIA : Platine - BPI : Or - IFPI DEN : Or - IFPI SWE : Platine - RIAA : 2 × Platine - RMNZ : Or - SNEP : Or                                                     | Black Panther: The Album                                              |
| Call Out My Name                                                    | 2018  | 1                   | 3                   | 3                   | 22                  | 7                   | 14                  | 7                   | 6                   | 7                   | 4                   | - MC : 2 × Platine - ARIA : 2 × Platine - BPI : Platine - IFPI DEN : Or - IFPI SWE : Or - RIAA : 3 × Platine - RMNZ : Or - SNEP : Or                                                 | My Dear Melancholy,                                                   |
| Lost in the Fire (avec Gesaffelstein)                               | 2019  | 14                  | 24                  | 17                  | 78                  | 49                  | 60                  | —                   | 9                   | 9                   | 27                  | - MC : Platine - ARIA : Or - BPI : Argent - RIAA : Or | Hyperion                                                              |
| Power Is Power (avec SZA et Travis Scott)                           | 2019  | 50                  | 30                  | —                   | —                   | —                   | —                   | —                   | 41                  | 45                  | 90                  | | For the Throne: Music Inspired by the HBO Series Game of Thrones (en) |
| Heartless                                                           | 2019  | 3                   | 10                  | —                   | 69                  | 36                  | 30                  | 13                  | 27                  | 10                  | 1                   | - MC : 3 × Platine - ARIA : Platine - BPI : Argent - RIAA : 2 × Platine | After Hours                                                           |
| Blinding Lights                                                     | 2019  | 1                   | 1                   | 1                   | 1                   | 1                   | 1                   | 1                   | 1                   | 1                   | 1                   | - MC : Diamant - ARIA : 6 × Platine - BPI : 4 × Platine - BVMI : Diamant - IFPI DEN : 3 × Platine - RMNZ : 4 × Platine - RIAA : 8 × Platine - SNEP : Diamant                         | After Hours                                                           |
| In Your Eyes                                                        | 2020  | 13                  | 13                  | 5                   | 31                  | 68                  | 20                  | 24                  | 7                   | 17                  | 16                  | - MC : 2 × Platine - ARIA : Platine - BPI : Argent - IFPI DEN : Or - RIAA : Platine - SNEP : Platine                                                                                 | After Hours                                                           |
| Smile (avec Juice Wrld)                                             | 2020  | 7                   | 8                   | 24                  | 152                 | 57                  | 47                  | 12                  | 17                  | 23                  | 8                   | | Legends Never Die                                                     |
| Save Your Tears                                                     | 2020  | 2                   | 6                   | 1                   | 13                  | 6                   | 15                  | 20                  | 6                   | 11                  | 4                   | - ARIA : Platine - BPI : Argent - RIAA : 3 × Platine - RMNZ : Or | After Hours                                                           |
| Over Now (avec Calvin Harris)                                       | 2020  | 22                  | 17                  | 31                  | 124                 | 92                  | 83                  | 38                  | 15                  | 33                  | 38                  | | Single uniquement                                                     |
| Hawái (Remix) (avec Maluma)                                         | 2020  | 21                  | —                   | —                   | —                   | 62                  | 17                  | —                   | 28                  | —                   | 12                  | | Single uniquement                                                     |
| You Right (avec Doja Cat)                                           | 2021  | —                   | —                   | —                   | —                   | —                   | —                   | —                   | —                   | —                   | —                   | | Planet Her                                                            |
| Better Believe                                                      | 2021  | —                   | —                   | —                   | —                   | —                   | —                   | —                   | —                   | —                   | —                   | | See You Next Wednesday                                                |
| Take My Breath                                                      | 2021  | —                   | —                   | —                   | —                   | —                   | —                   | —                   | —                   | —                   | —                   | | Dawn FM                                                               |
| Die for It                                                          | 2021  | —                   | —                   | —                   | —                   | —                   | —                   | —                   | —                   | —                   | —                   | | See You Next Wednesday                                                |
| Hurricane                                                           | 2021  | —                   | —                   | —                   | —                   | —                   | —                   | —                   | —                   | —                   | —                   | | Donda                                                                 |
| Moth to a Flame                                                     | 2021  | —                   | —                   | —                   | —                   | —                   | —                   | —                   | —                   | —                   | —                   | | Paradise Again                                                        |
| One Right Now                                                       | 2021  | —                   | —                   | —                   | —                   | —                   | —                   | —                   | —                   | —                   | —                   | | single uniquement                                                     |
| Sacrifice                                                           | 2022  | —                   | —                   | —                   | —                   | —                   | —                   | —                   | —                   | —                   | —                   | | Dawn FM                                                               |
| Gasoline                                                            | 2022  | —                   | —                   | —                   | —                   | —                   | —                   | —                   | —                   | —                   | —                   | | Dawn FM                                                               |
| Out of Time                                                         | 2022  | —                   | —                   | —                   | —                   | —                   | —                   | —                   | —                   | —                   | —                   | | Dawn FM                                                               |
| Less than Zero                                                      | 2022  | —                   | —                   | —                   | —                   | —                   | —                   | —                   | —                   | —                   | —                   | | Dawn FM                                                               |
| « — » indique que le single n'est pas sorti ou classé dans le pays. |       |                     |                     |                     |                     |                     |                     |                     |                     |                     |                     | |                                                                       |

### Enfeaturing
| Titre                                                                                | Année | Meilleur classement | Meilleur classement | Meilleur classement | Meilleur classement | Meilleur classement | Meilleur classement | Meilleur classement | Meilleur classement | Meilleur classement | Meilleur classement | Certifications                                                                 | Album                                                                |
| Titre                                                                                | Année | CAN ,               | AUS ,               | BEL ,               | DAN ,               | P-B ,               | NZ ,                | R-U ,               | R-U R&B ,           | É-U ,               | É-U R&B /HH ,       | Certifications                                                                 | Album                                                                |
| ------------------------------------------------------------------------------------ | ----- | ------------------- | ------------------- | ------------------- | ------------------- | ------------------- | ------------------- | ------------------- | ------------------- | ------------------- | ------------------- | ------------------------------------------------------------------------------ | -------------------------------------------------------------------- |
| Crew Love (Drake featuring The Weeknd)                                               | 2012  | 80                  | —                   | —                   | —                   | —                   | —                   | 37                  | 7                   | 80                  | 9                   | - BPI : Argent - RIAA : Platine                                                | Take Care                                                            |
| Remember You (Wiz Khalifa featuring The Weeknd)                                      | 2012  | —                   | —                   | —                   | —                   | —                   | —                   | 186                 | 31                  | 63                  | 15                  | - RIAA : Platine                                                               | O.N.I.F.C.                                                           |
| One of Those Nights (en) (Juicy J featuring The Weeknd)                              | 2013  | —                   | —                   | —                   | —                   | —                   | —                   | —                   | —                   | —                   | —                   |                                                                                | Stay Trippy (Deluxe)                                                 |
| Odd Look (Remix) (Kavinsky featuring The Weeknd)                                     | 2013  | —                   | —                   | 10                  | —                   | —                   | —                   | —                   | —                   | —                   | —                   |                                                                                | OutRun                                                               |
| Elastic Heart (Sia featuring The Weeknd et Diplo)                                    | 2013  | —                   | 67                  | 35                  | 21                  | 46                  | 7                   | 61                  | —                   | —                   | —                   | - IFPI DEN : Or - RMNZ : Platine                                               | The Hunger Games: Catching Fire – Original Motion Picture Soundtrack |
| Or Nah (en) (Remix) (Ty Dolla Sign featuring The Weeknd, Wiz Khalifa and DJ Mustard) | 2014  | —                   | —                   | —                   | —                   | —                   | —                   | —                   | —                   | —                   | —                   |                                                                                | single uniquement                                                    |
| Drinks on Us (Mike Will Made It featuring Swae Lee, Future et The Weeknd)            | 2015  | —                   | —                   | —                   | —                   | —                   | —                   | —                   | —                   | —                   | —                   |                                                                                | Ransom                                                               |
| Might Not (Belly featuring The Weeknd)                                               | 2015  | 28                  | —                   | —                   | —                   | —                   | —                   | —                   | —                   | 68                  | 21                  | - MC : 2 × Platine - RIAA : Platine                                            | Up For Days                                                          |
| Wonderful (Travis Scott featuring The Weeknd)                                        | 2016  | —                   | —                   | —                   | —                   | —                   | —                   | —                   | —                   | —                   | —                   | - MC : Platine                                                                 | Birds in the Trap Sing McKnight                                      |
| Nocturnal (Disclosure featuring the Weeknd)                                          | 2016  | —                   | —                   | —                   | —                   | —                   | —                   | 103                 | —                   | —                   | —                   |                                                                                | Caracal                                                              |
| Low Life (en) (Future featuring The Weeknd)                                          | 2016  | 25                  | 97                  | —                   | —                   | —                   | —                   | —                   | 26                  | 18                  | 6                   | - MC : Platine - ARIA : Or - BPI : Argent - IFPI DEN : Or - RIAA : 7 × Platine | Evol                                                                 |
| Wild Love (Cashmere Cat feat. The Weeknd et Francis and the Lights)                  | 2016  | —                   | —                   | —                   | —                   | —                   | —                   | —                   | —                   | —                   | —                   |                                                                                | 9                                                                    |
| Some Way (Nav featuring The Weeknd)                                                  | 2017  | 31                  | —                   | —                   | —                   | —                   | —                   | —                   | —                   | —                   | 38                  | - MC : 2 × Platine - RIAA : Platine                                            | Nav                                                                  |
| Lust for Life (Lana Del Rey featuring The Weeknd)                                    | 2017  | 39                  | 44                  | —                   | —                   | —                   | —                   | 38                  | —                   | 64                  | —                   | - RIAA : Or - BPI : Argent                                                     | Lust for Life                                                        |
| A Lie (en) (French Montana featuring The Weeknd et Max B)                            | 2017  | 30                  | 71                  | —                   | —                   | —                   | —                   | 51                  | 12                  | 75                  | —                   |                                                                                | Jungle Rules                                                         |
| What You Want (en) (Belly featuring The Weeknd)                                      | 2018  | 47                  | —                   | —                   | —                   | —                   | —                   | —                   | —                   | —                   | —                   | - MC : Or                                                                      | Immigrant                                                            |
| Wake Up (en) (Travis Scott featuring The Weeknd)                                     | 2019  | 27                  | 67                  | —                   | —                   | —                   | 28                  | —                   | —                   | 30                  | 21                  | - MC : Platine - ARIA : Or                                                     | Astroworld                                                           |
| « — » indique que le single n'est pas sorti ou classé dans le pays.                  |       |                     |                     |                     |                     |                     |                     |                     |                     |                     |                     |                                                                                |                                                                      |

### Singles promotionnels
| Initiation                                                                       | 2011 | —  | —  | —  | —  | —  | —  | —  | —  | —  | —  |                                 | Echoes of Silence |
| King of the Fall (en)                                                            | 2014 | —  | —  | —  | —  | —  | —  | —  | —  | —  | —  |                                 | single uniquement |
| False Alarm                                                                      | 2016 | 33 | 72 | —  | 98 | —  | 79 | —  | 89 | 51 | 55 | - MC : Platine - RIAA : Platine | Starboy           |
| Curve (Gucci Mane feat. The Weeknd)                                              | 2017 | 40 | —  | —  | —  | —  | —  | —  | —  | 78 | 67 | - RIAA : Or                     | Mr. Davis         |
| After Hours                                                                      | 2020 | 14 | 11 | 17 | 44 | 35 | 27 | 29 | 10 | 20 | 20 | - ARIA : Or - RIAA : Platine    | After Hours       |
| « — » indique que le single promotionnel n'est pas sorti ou classé dans le pays. |      |    |    |    |    |    |    |    |    |    |    |                                 |                   |

## Autres chansons classées
| Titre                                                                            | Année | Meilleur classement | Meilleur classement | Meilleur classement | Meilleur classement | Meilleur classement | Meilleur classement | Meilleur classement | Meilleur classement | Meilleur classement | Meilleur classement | Certifications                                | Album                        |
| Titre                                                                            | Année | CAN                 | AUS                 | FRA                 | P-B                 | NZ                  | SUE                 | R-U                 | R-U R&B             | É-U                 | É-U R&B             | Certifications                                | Album                        |
| -------------------------------------------------------------------------------- | ----- | ------------------- | ------------------- | ------------------- | ------------------- | ------------------- | ------------------- | ------------------- | ------------------- | ------------------- | ------------------- | --------------------------------------------- | ---------------------------- |
| High for This                                                                    | 2011  | —                   | —                   | 97                  | —                   | —                   | —                   | —                   | —                   | —                   | —                   | - MC: Platine - RIAA : Platine - BPI : Argent | House of Balloons            |
| The Morning                                                                      | 2011  | —                   | —                   | —                   | —                   | —                   | —                   | —                   | —                   | —                   | —                   | - MC: Platine - RIAA : Platine                | House of Balloons            |
| In Vein (Rick Ross feat. the Weeknd)                                             | 2014  | —                   | —                   | —                   | —                   | —                   | —                   | 136                 | 26                  | —                   | 47                  |                                               | Mastermind                   |
| Where You Belong                                                                 | 2015  | —                   | —                   | 111                 | —                   | —                   | —                   | 64                  | 13                  | 95                  | 31                  |                                               | Fifty Shades of Grey         |
| Pullin Up (Meek Mill feat. the Weeknd)                                           | 2015  | —                   | —                   | —                   | —                   | —                   | —                   | —                   | —                   | —                   | 31                  |                                               | Dreams Worth More Than Money |
| Real Life                                                                        | 2015  | 69                  | —                   | —                   | —                   | —                   | 63                  | 72                  | 14                  | 62                  | 23                  | - MC: Or                                      | Beauty Behind the Madness    |
| Losers (featuring Labrinth)                                                      | 2015  | 88                  | —                   | —                   | —                   | —                   | 72                  | 91                  | 24                  | 85                  | 31                  |                                               | Beauty Behind the Madness    |
| Tell Your Friends                                                                | 2015  | 44                  | —                   | —                   | —                   | —                   | 100                 | 74                  | —                   | 54                  | 20                  | - MC: Or - RIAA : Platine                     | Beauty Behind the Madness    |
| Shameless                                                                        | 2015  | 100                 | —                   | —                   | —                   | —                   | —                   | 120                 | 31                  | 79                  | 27                  | - MC: Or                                      | Beauty Behind the Madness    |
| As You Are                                                                       | 2015  | —                   | —                   | —                   | —                   | —                   | —                   | 163                 | —                   | —                   | 42                  | - MC: Or                                      | Beauty Behind the Madness    |
| Dark Times (featuring Ed Sheeran)                                                | 2015  | —                   | —                   | —                   | —                   | —                   | 60                  | 92                  | 27                  | 91                  | 35                  | - MC: Or - RIAA : Platine                     | Beauty Behind the Madness    |
| Prisoner (en) (featuring Lana Del Rey)                                           | 2015  | 51                  | —                   | 113                 | —                   | —                   | 95                  | 78                  | 19                  | 47                  | 16                  | - MC: Or                                      | Beauty Behind the Madness    |
| Angel                                                                            | 2015  | —                   | —                   | —                   | —                   | —                   | 162                 | 40                  | —                   | —                   | 38                  | - MC: Or                                      | Beauty Behind the Madness    |
| Pray 4 Love (Travis Scott featuring the Weeknd)                                  | 2015  | —                   | —                   | —                   | —                   | —                   | —                   | —                   | —                   | —                   | —                   |                                               | Rodeo                        |
| FML (en) (Kanye West featuring the Weeknd)                                       | 2016  | —                   | —                   | —                   | —                   | —                   | —                   | 84                  | 23                  | 84                  | 30                  | - RIAA : Platine - BPI : Argent               | The Life of Pablo            |
| 6 Inch (en) (Beyoncé featuring the Weeknd)                                       | 2016  | 31                  | —                   | 47                  | —                   | —                   | —                   | 35                  | 12                  | 18                  | 10                  |                                               | Lemonade                     |
| True Colors                                                                      | 2016  | 32                  | —                   | —                   | 76                  | —                   | 66                  | 55                  | 12                  | 48                  | 23                  | - MC: Platine - RIAA : Platine                | Starboy                      |
| Stargirl Interlude (en) (featuring Lana Del Rey)                                 | 2016  | 51                  | —                   | —                   | 93                  | —                   | —                   | 73                  | 21                  | 61                  | 32                  | - MC: Or                                      | Starboy                      |
| Sidewalks (en) (featuring Kendrick Lamar)                                        | 2016  | 14                  | —                   | 143                 | 47                  | —                   | 41                  | 30                  | 6                   | 27                  | 12                  | - MC: Platine - BPI : Argent - RIAA : Platine | Starboy                      |
| Six Feet Under (en)                                                              | 2016  | 20                  | —                   | —                   | 63                  | —                   | 65                  | 43                  | 9                   | 34                  | 15                  | - MC: Platine - RIAA : Platine                | Starboy                      |
| Love to Lay                                                                      | 2016  | 45                  | —                   | —                   | 97                  | —                   | 85                  | 68                  | 18                  | 71                  | 39                  | - MC: Or                                      | Starboy                      |
| A Lonely Night (en)                                                              | 2016  | 40                  | —                   | 117                 | 72                  | —                   | 67                  | 53                  | 11                  | 69                  | 37                  | - MC: Or                                      | Starboy                      |
| Attention                                                                        | 2016  | 43                  | —                   | —                   | 86                  | —                   | 95                  | 78                  | 24                  | 67                  | 35                  | - MC: Or                                      | Starboy                      |
| Ordinary Life                                                                    | 2016  | 50                  | —                   | —                   | —                   | —                   | —                   | 79                  | 25                  | 72                  | 40                  | - MC: Or                                      | Starboy                      |
| Nothing Without You                                                              | 2016  | 46                  | —                   | —                   | —                   | —                   | —                   | 81                  | 26                  | 68                  | 36                  | - MC: Or                                      | Starboy                      |
| All I Know (en) (featuring Future)                                               | 2016  | 38                  | —                   | 184                 | 99                  | —                   | —                   | 76                  | 23                  | 46                  | 21                  | - MC: Or                                      | Starboy                      |
| Comin Out Strong (en) (Future featuring the Weeknd)                              | 2017  | 43                  | —                   | 82                  | —                   | —                   | —                   | 83                  | 22                  | 48                  | 19                  | - MC: Platine - RIAA : Platine                | Hndrxx                       |
| UnFazed (Lil Uzi Vert featuring the Weeknd)                                      | 2017  | 71                  | —                   | —                   | —                   | —                   | —                   | —                   | —                   | 84                  | 42                  | - RIAA : Or                                   | Luv Is Rage 2                |
| Try Me (en)                                                                      | 2018  | 7                   | 24                  | 75                  | 43                  | 35                  | 23                  | 17                  | 7                   | 26                  | 16                  | - MC: Or                                      | My Dear Melancholy,          |
| Wasted Times (en)                                                                | 2018  | 8                   | 23                  | 111                 | 53                  | 36                  | 30                  | 18                  | 9                   | 27                  | 17                  | - MC: Platine - RIAA : Platine                | My Dear Melancholy,          |
| I Was Never There (avec Gesaffelstein)                                           | 2018  | 12                  | 40                  | 112                 | 67                  | —                   | 40                  | —                   | —                   | 35                  | 20                  | - MC: Or                                      | My Dear Melancholy,          |
| Hurt You (avec Gesaffelstein)                                                    | 2018  | 17                  | 37                  | 103                 | 63                  | —                   | 33                  | —                   | —                   | 43                  | 23                  | - MC: Or                                      | My Dear Melancholy,          |
| Privilege                                                                        | 2018  | 22                  | 45                  | 143                 | 80                  | —                   | 54                  | —                   | —                   | 52                  | 27                  | - MC: Or                                      | My Dear Melancholy,          |
| Skeletons (Travis Scott feat. Pharrell Williams, Tame Impala et The Weeknd)      | 2018  | 42                  | 49                  | 110                 | —                   | —                   | —                   | —                   | —                   | 47                  | 27                  | - MC: Or                                      | Astroworld                   |
| Thought I Knew You (Nicki Minaj feat. the Weeknd)                                | 2018  | 69                  | 49                  | —                   | —                   | —                   | —                   | —                   | —                   | 98                  | —                   |                                               | Queen                        |
| Price on My Head (en) (Nav feat. The Weeknd)                                     | 2019  | 18                  | —                   | —                   | —                   | —                   | —                   | 91                  | —                   | 72                  | 29                  | - MC : Platine                                | Bad Habits                   |
| Alone Again                                                                      | 2020  | 28                  | —                   | 49                  | —                   | —                   | 51                  | —                   | 13                  | 21                  | 10                  |                                               | After Hours                  |
| Too Late                                                                         | 2020  | 38                  | —                   | 59                  | —                   | —                   | 54                  | —                   | —                   | 28                  | 13                  |                                               | After Hours                  |
| Hardest to Love                                                                  | 2020  | 36                  | —                   | 52                  | —                   | —                   | 39                  | —                   | —                   | 25                  | —                   |                                               | After Hours                  |
| Scared to Live                                                                   | 2020  | 33                  | —                   | 56                  | —                   | —                   | 34                  | —                   | —                   | 24                  | 12                  |                                               | After Hours                  |
| Snowchild                                                                        | 2020  | 32                  | —                   | 80                  | —                   | —                   | 72                  | —                   | —                   | 32                  | 16                  |                                               | After Hours                  |
| Escape from LA                                                                   | 2020  | 44                  | —                   | 88                  | —                   | —                   | 90                  | —                   | —                   | 39                  | 21                  |                                               | After Hours                  |
| Faith (en)                                                                       | 2020  | 43                  | —                   | 85                  | —                   | —                   | 81                  | —                   | —                   | 45                  | 24                  |                                               | After Hours                  |
| Repeat After Me (interlude)                                                      | 2020  | 62                  | —                   | 130                 | —                   | —                   | —                   | —                   | —                   | 69                  | 32                  |                                               | After Hours                  |
| Until I Bleed Out                                                                | 2020  | 67                  | —                   | 158                 | —                   | —                   | —                   | —                   | —                   | 80                  | 40                  |                                               | After Hours                  |
| Nothing Compares                                                                 | 2020  | —                   | —                   | —                   | —                   | —                   | —                   | —                   | —                   | —                   | —                   |                                               | After Hours                  |
| Missed You                                                                       | 2020  | —                   | —                   | —                   | —                   | —                   | —                   | —                   | —                   | —                   | —                   |                                               | After Hours                  |
| Off the Table (en) (avec Ariana Grande)                                          | 2020  | 27                  | 32                  | 164                 | 93                  | —                   | —                   | —                   | —                   | 35                  | —                   |                                               | Positions                    |
| « — » indique que le single promotionnel n'est pas sorti ou classé dans le pays. |       |                     |                     |                     |                     |                     |                     |                     |                     |                     |                     |                                               |                              |

## Apparitions en tant qu'invité
| Titre                  | Année | Autre artiste(s)      | Album                           |
| ---------------------- | ----- | --------------------- | ------------------------------- |
| Nomads                 | 2012  | Ricky Hil             | SYLDD                           |
| Good Ones Go Interlude | 2012  | Drake                 | Take Care                       |
| The Ride               | 2012  | Drake                 | Take Care                       |
| Gifted                 | 2013  | French Montana        | Excuse My French                |
| Royals (Remix)         | 2013  | Lorde                 | hors album                      |
| I'm Good               | 2013  | Lil Wayne             | Dedication 5                    |
| Exodus                 | 2013  | M.I.A.                | Matangi                         |
| Sexodus                | 2013  | M.I.A.                | Matangi                         |
| Secrets                | 2013  | Jr. Hi (en)           | Virtual Lover                   |
| Devil May Cry          | 2013  | aucun                 | The Hunger Games: L'Embrasement |
| Pass Dat (Remix)       | 2015  | Jeremih               | hors album                      |
| It's All Love          | 2016  | Belly, Starrah        | Another Day in Paradise         |
| Come Thru              | 2018  | Trouble (en)          | Edgewood                        |
| Bedtime Stories        | 2018  | Rae Sremmurd          | SR3MM                           |
| Rambo (Last Blood)     | 2020  | Bryson Tiller         | Trapsoul (Deluxe)               |
| No Nightmares          | 2020  | Oneohtrix Point Never | Magic Oneohtrix Point Never     |
| Christmas Blues        | 2020  | Sabrina Claudio (en)  | Christmas Blues                 |

## Crédits d'auteur
| Titre            | Année | Artiste(s) | Album                     |
| ---------------- | ----- | ---------- | ------------------------- |
| Woo              | 2016  | Rihanna    | Anti                      |
| Eyes Closed (en) | 2017  | Halsey     | Hopeless Fountain Kingdom |

## Clips vidéo
| Titre               | Année | Réalisateur(s)      | Album                     |
| ------------------- | ----- | ------------------- | ------------------------- |
| The Knowing         | 2012  | Mikael Colombu      | House of Balloons         |
| Rolling Stone       | 2012  | The Weeknd          | Thursday                  |
| Wicked Games        | 2012  | The Weeknd          | House of Balloons         |
| The Zone            | 2012  | The Weeknd          | Thursday                  |
| Twenty Eight        | 2013  | Nabil               | Trilogy                   |
| Kiss Land           | 2013  | Andrew Baird        | Kiss Land                 |
| Belong to the World | 2013  | Anthony Mandler     | Kiss Land                 |
| Live For            | 2013  | Sam Pilling         | Kiss Land                 |
| Pretty              | 2013  | Sam Pilling         | Kiss Land                 |
| Often               | 2014  | Sam Pilling         | Beauty Behind the Madness |
| King of the Fall    | 2014  | Glenn Michael       | hors album                |
| Love Me Harder      | 2014  | Hannah Lux Davis    | My Everything             |
| Earned It           | 2015  | Sam Taylor-Johnson  | Cinquante nuances de Grey |
| The Hills           | 2015  | Grant Singer        | Beauty Behind the Madness |
| Can't Feel My Face  | 2015  | Grant Singer        | Beauty Behind the Madness |
| Tell Your Friends   | 2015  | Grant Singer        | Beauty Behind the Madness |
| The Hills (Remix)   | 2015  | Nabil               | The Hills Remixes         |
| In the Night        | 2015  | BRTHR               | Beauty Behind the Madness |
| Starboy             | 2016  | Grant Singer        | Starboy                   |
| False Alarm         | 2016  | Ilya Naishuller     | Starboy                   |
| Party Monster       | 2017  | BRTHR               | Starboy                   |
| Reminder            | 2017  | Glenn Michael       | Starboy                   |
| I Feel It Coming    | 2017  | Warren Fu           | Starboy                   |
| Secrets             | 2017  | Pedro Martin-Calero | Starboy                   |
| Call Out My Name    | 2018  | Grant Singer        | My Dear Melancholy        |
| Lost in the Fire    | 2019  | Manu Cossu          | Hyperion                  |
| Power Is Power      | 2019  | Anthony Mandler     | For the Throne            |
| Heartless           | 2019  | Anton Tammi         | After Hours               |
| Blinding Lights     | 2020  | Anton Tammi         | After Hours               |
| In Your Eyes        | 2020  | Anton Tammi         | After Hours               |
| Until I Bleed Out   | 2020  | Anton Tammi         | After Hours               |
| Snowchild           | 2020  | Arthell Isom        | After Hours               |
| Too Late            | 2020  | Cliqua              | After Hours               |
| Save Your Tears     | 2021  | Cliqua              | After Hours               |
| Sacrifice           | 2022  | Cliqua              | Dawn FM                   |
| Gasoline            | 2022  | Ryland Burns        | Dawn FM                   |